# Vaceletia crypta
Vaceletia crypta — вид губок родини Verticillititiidae.

## Поширення
Вид поширений на півдні Тихого океану (Нова Каледонія, Французька Полінезія).